# Marcus Iulius Quadratus
Marcus Iulius Quadratus (vollständige Namensform Marcus Iulius Gai filius Quirina Quadratus) war ein im 2. Jahrhundert n. Chr. lebender Angehöriger der römischen Armee. Durch eine Inschrift, die in Castellum Arsacalitanum gefunden wurde, ist seine militärische Laufbahn bekannt.
Quadratus entstammte dem römischen Ritterstand (equo publico). Er wurde zunächst in ein Richteramt gewählt (in V decuriis adlecto). Danach trat er im Rang eines Centurios in die Armee ein und diente in den folgenden Legionen (in dieser Reihenfolge): in der Legio XIII Gemina, die ihr Hauptlager in Apulum in der Provinz Dacia hatte, in der Legio III Augusta, die in Numidia stationiert war und zuletzt in der Legio II Augusta, die ihr Hauptlager in Isca Silurum in Britannia hatte.
Quadratus war in der Tribus Quirina eingeschrieben und stammte höchstwahrscheinlich aus Castellum Arsacalitanum. Er starb im Alter von 38 Jahren (vixit annos XXXVIII).
James Robert Summerly datiert die Laufbahn von Quadratus in einen Zeitraum zwischen 107 und 160.